# 馬赫迪戰爭
马赫迪战争（Mahdist War，亦称为马赫迪起义），又名英苏战争或苏丹马赫迪起义，英国称这场战争为苏丹战役，是19世纪晚期的一场殖民战争。战争最初在马赫迪苏丹与埃及之间进行。后来，英国加入埃及一方，与苏丹作战。
1884年，穆罕默德·艾哈迈德自称马赫迪，以恩图曼为总部，反抗英国及埃及的殖民统治，1885年包围在喀土穆的英军。其后英军指挥官基奇纳伯爵在1898年恩圖曼戰役中使用马克沁机枪大败马赫迪军，其后很快历时18年的马赫迪起义宣告失败。1899年1月，英国及埃及签署《共管苏丹协定》
，成立了英埃苏丹，英国以此巩固了其在苏丹的统治。
曾参与这场战争的温斯顿·丘吉尔在自己的著作《河上之戰》中生动地描写了这场战争。